# Polna (Klein-Polen)
Polna is een plaats in het Poolse district Nowosądecki, woiwodschap Klein-Polen. De plaats maakt deel uit van de gemeente Grybów en telt 1700 inwoners.

## Verkeer en vervoer
- Station Polna